# De steniging van de Heilige Stefanus
De steniging van de Heilige Stefanus uit 1625 is het vroegst gedateerde werk van de Nederlandse schilder Rembrandt van Rijn. Het bevindt zich sinds 1844 in het Museum voor Schone Kunsten in de Franse stad Lyon.

## Voorstelling
Het werk stelt de steniging voor van de heilige Stefanus, de eerste christelijke martelaar, zoals deze beschreven is in de Handelingen van de Apostelen, waar in hoofdstuk 7 te lezen staat:

Maar hij [Stefanus], vol zijnde des Heiligen Geestes, en de ogen houdende naar den hemel, zag de heerlijkheid Gods, en Jezus, staande ter rechterhand Gods. En hij zeide: Ziet, ik zie de hemelen geopend, en den Zoon des mensen, staande ter rechterhand Gods. Maar zij, roepende met grote stemme, stopten hun oren, en vielen eendrachtelijk op hem aan; en wierpen hem ter stad uit, en stenigden hem; en de getuigen legden hun klederen af aan de voeten eens jongelings, genaamd Saulus. En zij stenigden Stefanus, aanroepende en zeggende: Heere Jezus, ontvang mijn geest. En vallende op de knieën, riep hij met grote stem: Heere, reken hun deze zonde niet toe! En als hij dat gezegd had, ontsliep hij.
— Handelingen 7, 55-60.

Uit dit verhaal nam Rembrandt het meest dramatische moment, het moment waarop Stefanus buiten de muren van Jeruzalem op het punt staat gestenigd te worden. Hij beeldde hem echter niet naakt af, maar gekleed als diaken, volgens de toenmalige iconografische traditie van de heilige Stefanus,   .

## Ontstaan
De steniging van de Heilige Stefanus geldt tegenwoordig als het eerst bekende werk van Rembrandt. Hij zou het in opdracht van de Leidse filoloog Petrus Scriverius geschilderd hebben toen hij pas 19 of 20 jaar oud was. Het is waarschijnlijk een pendant van het Historiestuk met zelfportret van de schilder uit 1626 (speculatief ook wel aangeduid als Palamedes voor Agamemnon), dat zich bevindt in het Stedelijk Museum De Lakenhal in Leiden. Aangenomen wordt dat Rembrandt een zelfportret in het werk opnam, dat zich vlak boven Stefanus bevindt. Als dit zo is, dan is dit ook het eerste zelfportret van Rembrandt.
- Gemeinsame Normdatei: 7605568-1
- Joconde: 000PE030405
- RKDimages: 8294

Adriaantje Hollaer · Ahasveros en Haman aan het feestmaal van Esther · De anatomische les van Dr. Deijman · De anatomische les van Dr. Nicolaes Tulp · Andromeda aan de rots geketend · Aristoteles bij de buste van Homerus · Artemisia · Badende vrouw · Bathseba met de brief van koning David · De blindmaking van Simson · De brillenverkoper · Buitenlandse admiraal · Christus in de storm op het meer van Galilea · Christus met een staf · Danaë · David en Uria · De doop van de kamerling · Het feestmaal van Belsazar · Flora · Gelijkenis van de rijke dwaas · Historiestuk · Jacob zegent de zonen van Jozef · Jeremia treurend over de verwoesting van Jeruzalem · Het Joodse bruidje · De maaltijd in Emmaüs · Marten Soolmans en Oopjen Coppit · Mozes en de tafelen der wet · De Nachtwacht · Het offer van Abraham (1635) · Pallas Athene · Portret van een man met handschoenen in de hand · Portret van een man · Portret van Amalia van Solms · Portret van Baertje Martens · Portret van Herman Doomer · Portret van Jan Six · Portret van Johannes Wtenbogaert · Portret van Maurits Huygens · De samenzwering van de Bataven onder Claudius Civilis · De schilder in zijn atelier · De Staalmeesters · De steniging van de Heilige Stefanus · Terugkeer van de verloren zoon · Titus aan de lezenaar · Titus als monnik · De Vaandeldrager · De verloochening van Petrus · De verloren zoon in een herberg · Het vertrek van de Sunammitische vrouw · De vlucht naar Egypte · De vlucht naar Egypte · Zelfportret op jeugdige leeftijd (ca. 1628) · Zelfportret met twee cirkels · Zelfportret als de apostel Paulus